# Pleiotaenia
Pleiotaenia là chi thực vật có hoa trong họ Apiaceae.